# Émile Coste
Émile Louis François Désiré Coste (Toló, Var, 2 de febrer de 1862 – Toló, 7 de juliol de 1927) va ser un tirador d'esgrima francès que va competir a cavall del segle xix i el segle xx. El 1900 va prendre part en els Jocs Olímpics de París, en què guanyà la medalla d'or en la prova de floret.